# Columnea lehmannii
Columnea lehmannii är en tvåhjärtbladig växtart som beskrevs av Rudolf Mansfeld. Columnea lehmannii ingår i släktet Columnea och familjen Gesneriaceae. Inga underarter finns listade i Catalogue of Life.